# Mladen Dolar
Mladen Dolar, slovenski filozof, * 29. januar 1951, Maribor.
Dolar je bil rojen v Mariboru kot sin literarnega kritika, gledališkega režiserja in kasnejšega direktorja NUK, Jara Dolarja. Doktoriral je iz filozofije na Univerzi v Ljubljani pod mentorstvom Božidarja Debenjaka. Kasneje je študiral na Univerzi Paris VII in na Univerzi v Westminstru. 
Dolar je bil skupaj s Slavojem Žižkom in Rastkom Močnikom soustanovitelj Društva za teoretsko psihoanalizo v Ljubljani.
Dolar vse od leta 1982 predava na Oddelku za filozofijo Filozofske fakultete Univerze v Ljubljani.